# Daniel Muñoz (calciatore)
Daniel Muñoz Mejía (Amalfi, 25 maggio 1996) è un calciatore colombiano, difensore del Crystal Palace e della nazionale colombiana.

## Caratteristiche tecniche
Gioca come terzino destro, abile nella doppia fase di gioco sia in difesa che in attacco. Spicca per la sua velocità e propensione offensiva, è agile e sa calciare bene con entrambi i piedi, possiede potenza di tiro e ed un buon colpitore di testa, trovando in diverse occasioni anche il gol.
Nel corso della sua carriera ha ricoperto anche il ruolo di esterno destro e difensore centrale.

## Carriera

### Club

#### Rionegro Águilas e Atlético Nacional
Inizia la sua carriera in patria con il Rionegro Águilas, squadra colombiana che milita nella prima divisione. Disputa due stagioni dove totalizza 81 presenze con 2 goal realizzati.
Nel Luglio del 2020 si trasferisce all' Atlético Nacional, squadra di prima fascia in Colombia di cui è tifoso. Proprio qui, effettua il salto di qualità disputando una stagione da protagonista con 8 goal e 4 assist tra campionato e coppa.

#### Genk
ll 28 maggio 2020 viene acquistato dal Genk per 4,5 milioni di euro, che fiuta il colpo offrendogli un quadriennale. Il 7 agosto 2021 segna il suo primo goal in Juliper Pro League, decisivo per la vittoria in trasferta contro il Kortrijk per 1-2. Vince la Coppa del Belgio, realizza una rete ai quarti di finale prevalendo per 4-1 contro il Mechelen, mentre nella semifinale vinta per 2-1 ai danni dell'Anderlecht il primo gol viene segnato da Paul Onuachu su assist di Muñoz. Nel corso dell'edizione 2022-2023 dimostra le sue qualità offensive realizzando 8 gol in Pro League, segna la rete del 4-1 sconfiggendo il Zulte Waregem, sigla il gol del 2-1 battendo l'Ostenda inoltre è autore di una doppietta nella vittoria per 6-1 contro il Westerlo, insacca una rete anche contro il Club Brugge vincendo per 3-1. Dopo tre stagioni da titolare saluta la squadra belga, a seguito di 148 presenze con 19 gol e 20 assist siglati in tutte le competizioni, la sua ultima rete la segna nella vittoria per 3-1 contro l'OH Lovanio.

#### Crystal Palace
Il 30 gennaio 2024 viene acquistato dal Crystal Palace per 8 milioni di euro. Il 30 novembre 2024 realizza il suo primo goal in Premier League, nel pareggio contro il Newcastle per 1-1. Il 7 dicembre 2024 segna nuovamente nel pareggio contro il Manchester City sul risultato finale di 2-2. Conferma il suo vizio del goal in Fa Cup, andando a segno nella vittoria in trasferta contro il Doncaster per 0-2 al quarto turno  e nella vittoria contro il Milwall per 3-1 nel turno successivo della competizione. Grazie a Muñoz il Crystal Palace vince la sua prima storica FA Cup il 17 maggio 2025 quando serve al suo compagno Eberechi Eze l'assist vincente con cui quest'ultimo segna il gol del 1-0.

### Nazionale
Nel 2021 ha esordito in nazionale, il 4 giugno quando la Colombia sconfigge per 3-0 il Perù, Muñoz scende in campo nel secodo tempo ma in pochi minuti viene espulso. Il 22 marzo 2024 realizza la sua prima rete in nazionale con il gol che decide la vittoria su 1-0 contro la Spagna.
Partecipa all'edizione 2024 della Copa América dove segna una rete vincendo per 2-1 contro il Paraguay.

## Statistiche

### Presenze e reti nei club
Statistiche aggiornate al 29 maggio 2020.
| Stagione                 | Squadra                  | Campionato               | Campionato | Campionato | Coppe nazionali | Coppe nazionali | Coppe nazionali | Coppe continentali | Coppe continentali | Coppe continentali | Altre coppe | Altre coppe | Altre coppe | Totale | Totale |
| Stagione                 | Squadra                  | Comp                     | Pres       | Reti       | Comp            | Pres            | Reti            | Comp               | Pres               | Reti               | Comp        | Pres        | Reti        | Pres   | Reti   |
| ------------------------ | ------------------------ | ------------------------ | ---------- | ---------- | --------------- | --------------- | --------------- | ------------------ | ------------------ | ------------------ | ----------- | ----------- | ----------- | ------ | ------ |
| 2017                     | Rionegro Águilas         | PA                       | 30         | 0          | CC              | 5               | 0               | CS                 | 2                  | 0                  | -           | -           | -           | 37     | 0      |
| 2018                     | Rionegro Águilas         | PA                       | 32         | 3          | CC              | 2               | 0               | -                  | -                  | -                  | -           | -           | -           | 34     | 3      |
| gen.-lug. 2019           | Rionegro Águilas         | PA                       | 19         | 0          | CC              | 0               | 0               | CS                 | 4                  | 0                  | -           | -           | -           | 23     | 0      |
| Totale Rionegro Águilas  | Totale Rionegro Águilas  | Totale Rionegro Águilas  | 81         | 3          |                 | 7               | 0               |                    | 6                  | 0                  |             | -           | -           | 94     | 3      |
| lug.-dic. 2019           | Atlético Nacional        | PA                       | 20         | 7          | CC              | 4               | 0               | CL+CS              | -                  | -                  | -           | -           | -           | 24     | 7      |
| 2020                     | Atlético Nacional        | PA                       | 6          | 0          | CC              | 0               | 0               | CS                 | 2                  | 1                  | -           | -           | -           | 8      | 1      |
| Totale Atlético Nacional | Totale Atlético Nacional | Totale Atlético Nacional | 26         | 7          |                 | 4               | 0               |                    | 2                  | 1                  |             | -           | -           | 32     | 8      |
| 2020-2021                | Genk                     | PL                       | 40         | 0          | CB              | 4               | 1               | -                  | -                  | -                  | -           | -           | -           | 44     | 1      |
| 2021-2022                | Genk                     | PL                       | 29         | 3          | CB              | 2               | 0               | UCL+UEL            | 2+3                | 0+0                | -           | -           | -           | 36     | 3      |
| 2022-2023                | Genk                     | PL                       | 36         | 8          | CB              | 3               | 0               | -                  | -                  | -                  | -           | -           | -           | 39     | 8      |
| 2023-gen. 2024           | Genk                     | PL                       | 17         | 5          | CB              | 1               | 0               | UCL+UEL+UECL       | 2+2+7              | 0+0+2              | -           | -           | -           | 29     | 7      |
| Totale Genk              | Totale Genk              | Totale Genk              | 122        | 16         |                 | 10              | 1               |                    | 16                 | 2                  |             | -           | -           | 148    | 19     |
| gen.-giu. 2024           | Crystal Palace           | PL                       | 16         | 0          | FACup+CdL       | 0+0             | 0+0             | -                  | -                  | -                  | -           | -           | -           | 16     | 0      |
| Totale carriera          | Totale carriera          | Totale carriera          | 245        | 26         |                 | 21              | 1               |                    | 24                 | 3                  |             | -           | -           | 290    | 30     |

## Palmarès

### Club

#### Competizioni nazionali
- Coppa del Belgio: 1

Genk: 2020-2021
- Coppa d'Inghilterra: 1

Crystal Palace: 2024-2025
- Community Shield: 1

Crystal Palace:2025